# Adunarea Națională a Coreei de Sud
Adunarea Națională a Coreei de Sud (în coreeană 대한민국 국회, Daehan-min-guk Gukhoe) este puterea legislativă unicamerală din Coreea de Sud. Este formată din 299 de membri, dintre care 245 sunt aleși prin vot regional și ceilalți 54 sunt distribuiți de un reprezentare proporsională. Este situat în Seul, capitala Coreei de Sud.
Alegerile pentru Adunarea Națională se țin la fiecare patru ani. Circumscripțiile cu un singur membru cuprind 253 din locurile de adunare, în timp ce restul de 47 sunt alocate prin reprezentare proporțională, dintre care 30 sunt utilizate pentru a compensa circumscripțiile cu un singur membru. Membrii îndeplinesc mandate de patru ani.
În conformitate cu legislația aplicabilă, restul de șaptezeci și cinci de reprezentanți au fost aleși din listele partidelor. Conform legii, candidații la alegerea pentru adunare trebuie să aibă cel puțin treizeci de ani. Ca parte a unui angajament politic din 1987, o cerință anterioară conform căreia candidații au cel puțin cinci ani de rezidență continuă în țară a fost ridicată pentru a permite lui Kim Dae-Jung, care a petrecut câțiva ani în exil în Japonia și Statele Unite în anii 1980 , pentru a reveni la viața politică. Adunarea nu poate fi dizolvată de președinte.